# Bysław (gromada)
Bysław – dawna gromada, czyli najmniejsza jednostka podziału terytorialnego Polskiej Rzeczypospolitej Ludowej w latach 1954–1972.
Gromady, z gromadzkimi radami narodowymi (GRN) jako organami władzy najniższego stopnia na wsi, funkcjonowały od reformy reorganizującej administrację wiejską przeprowadzonej jesienią 1954 do momentu ich zniesienia z dniem 1 stycznia 1973, tym samym wypierając organizację gminną w latach 1954–1972.
Gromadę Bysław z siedzibą GRN w Bysławiu utworzono – jako jedną z 8759 gromad na obszarze Polski – w powiecie tucholskim w woj. bydgoskim, na mocy uchwały nr 24/15 WRN w Bydgoszczy z dnia 5 października 1954. W skład jednostki weszły obszary dotychczasowych gromad Bysław, Płazowo i Wełpin ze zniesionej gminy Bysław w tymże powiecie. Dla gromady ustalono 18 członków gromadzkiej rady narodowej.
31 grudnia 1961 do gromady Bysław włączono obszar zniesionej gromady Bysławek w tymże powiecie.
1 stycznia 1969 z gromady Bysław wyłączono sołectwo Klonowo o ogólnej powierzchni 1007,44 ha, włączając je do gromady Lubiewo w tymże powiecie; do gromady Bysław włączono natomiast obszar gruntów o ogólnej powierzchni 31,28 ha z gromady Cekcyn w tymże powiecie.
Gromada przetrwała do końca 1972 roku, czyli do kolejnej reformy gminnej.